# T2Kオープンスパコン
T2Kオープンスパコン（ティ・ツウ・ケー オープンスパコン）とは、筑波大学、東京大学及び京都大学の頭文字を取った、グリッド型のスーパーコンピュータのこと。2008年から運用を開始し、2014年に終了した。

## 概要
名称由来からすると、相互接続されているような印象を与えるが、実際には各大学内のキャンパスネットワーク上に構築されているため、別々のコンピュータとして稼動している。
筑波大学の場合には、筑波大学全学ネットワークと旧図書館情報大学内ネットワーク上に構築されている。東京大学の場合には、駒場地区キャンパス内ネットワーク、弥生地区・本郷地区・浅野地区キャンパス内ネットワーク、柏地区キャンパス内ネットワーク上に構築されている。京都大学の場合には、吉田キャンパス内ネットワーク、宇治キャンパス内ネットワーク、桂キャンパス内ネットワーク上に構築されている。

## 3大学共通仕様について
コンピュータシステムの調達コストを下げるために、3大学共通仕様を作成して調達を行ったスパコンである。仕様は、ハードウェアーキテクチャのオープン性、システムソフトウェアのオープン性、ユーザ・ニーズに対するオープン性という3つの理念に基づいて作成された。
- 基本アーキテクチャのオープン性
従来のセンター型の大型スーパーコンピュータでは、調達から運用終了までの期間に性能向上が図れない。そこでHPC専用の特殊な部品は排除し、現在の技術市場から入手可能なデバイスを用いることにより、時代に合わせた性能向上をはかれるようにしている。
- システムソフトウェアのオープン性
- ユーザ・ニーズに対するオープン性
教員及び学生が共通して利用できる全学情報ネットワーク構築の一環として構築。

## 性能概要
|          |                | 東京大学             | 筑波大学            | 京都大学            |
| -------- | -------------- | -------------------- | ------------------- | ------------------- |
| メーカー | メーカー       | 日立                 | Appro               | 富士通              |
| 2008-6   | 理論ピーク性能 | 113.0 TFLOPS         | 92.0 TFLOPS         | 61.2 TFLOPS         |
| 2008-6   | TOP500測定値   | 083.0 TFLOPS（17位） | 76.5 TFLOPS（21位） | 50.5 TFLOPS（35位） |
| 2009-11  | 理論ピーク性能 | 139.0 TFLOPS         | 95.4 TFLOPS         | 変更なし            |
| 2009-11  | TOP500測定値   | 101.7 TFLOPS（45位） | 77.3 TFLOPS（62位） | 変更なし（95位）    |

## 由来
東京工業大学内に構築されているTSUBAMEや東京大学内に構築されているeMac及びWindows、Linuxサーバからなる実習用共通基盤コンピュータシステム構築の経験やGrid基盤システムの基本仕様としてGlobus2.0が策定されたことなどから、構築に踏み切った。
各大学毎の理論性能値が違うのは、ノードに接続されたコンピュータ数の違いだけである。

## 運用
各大学の情報共通基盤センターにて行っている。キャンパス間ネットワーク及びキャンパス内ネットワークは、共通仕様とするため、まだ完全な形での運用にはなっていない。